# Arboreomorpha
Los arboreomorfos (Arboreomorpha) son seres ediacáricos de tipo frondomorfo que poseían un anclaje con forma de disco o bulbo en el fondo del océano, un tallo central y ramificación. Las "ramas"  eran estructuras lisas y tubulares, a menudo hinchadas con bifurcación y conectados entre sí para formar una estructura en forma de hoja.
Thaumaptilon es uno de los pocos casos que llegaron hasta el Cámbrico. Algunos autores clasifican este grupo dentro de Rangeomorpha y otros junto a Erniettamorpha en un grupo mayor llamado Frondomorpha. 